# Trung Phần Lan
Trung Phần Lan là một vùng thuộc miền tây Phần Lan, thủ phủ là thành phố Jyväskylä – trung tâm đô thị lớn nhất của vùng. Vùng Trung Phần Lan có diện tích là 19.011,98 km² (2021) – đứng thứ 7 cả nước, với dân số toàn vùng (2023) là 272.197 người và mật độ dân số là 16,97 người/km².
Vùng Trung Phần Lan tiếp giáp với:
- vùng Nam Ostrobothnia về phía tây;
- vùng Trung Ostrobothnia về phía tây bắc;
- vùng Bắc Ostrobothnia về phía bắc;
- vùng Bắc Savo về phía đông;
- vùng Nam Savo về phía đông nam;
- vùng Päijät-Häme về phía nam;
- vùng Pirkanmaa về phía tây nam.

Vùng Trung Phần Lan là một trong những vùng có tốc độ tăng dân số chậm, với đầu tàu là phó vùng Jyväskylä. Hầu hết các khu tự quản còn lại của vùng đều gặp tình trạng dân số tăng trưởng âm.